# Salvatore Micillo
Salvatore Micillo (Villaricca, 20 février 1980) est un homme politique italien.

## Biographie
En 2013, il est élu député de la circonscription Campanie 1 pour le Mouvement 5 étoiles.